# Franknowo
Franknowo (deutsch Frankenau) ist ein Ort in der polnischen Woiwodschaft Ermland-Masuren. Er gehört zur Gmina Jeziorany (Stadt-und-Land-Gemeinde Seeburg) im Powiat Olsztyński (Kreis Allenstein).

## Geographische Lage
Franknowo liegt in der nördlichen Mitte der Woiwodschaft Ermland-Masuren, 26 Kilometer südwestlich der früheren Kreisstadt Rößel (polnisch Reszel) bzw. 32 Kilometer nordöstlich der heutigen Kreismetropole und auch Woiwodschaftshauptstadt Olsztyn (deutsch Allenstein).

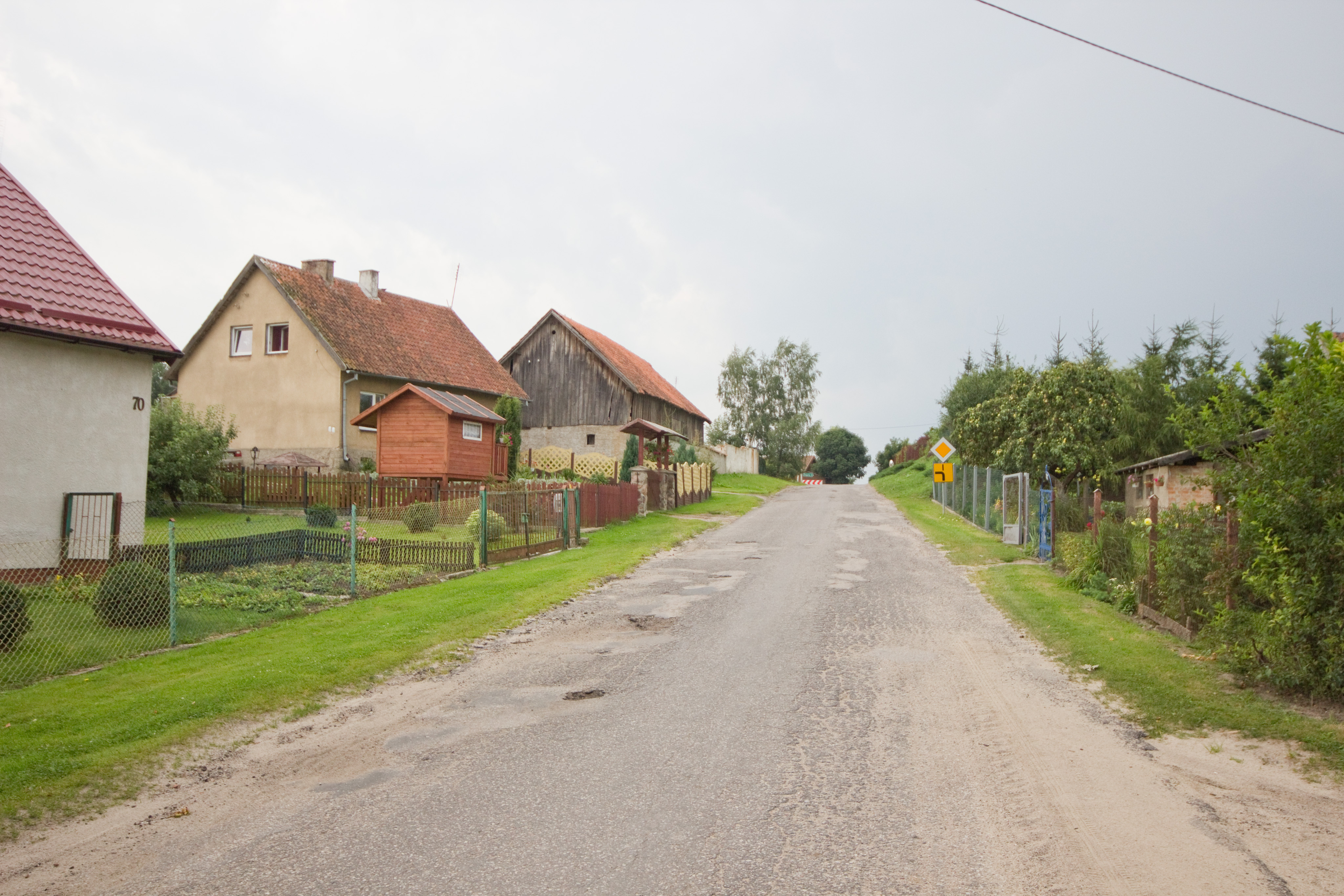
Dorfstraße in Franknowo

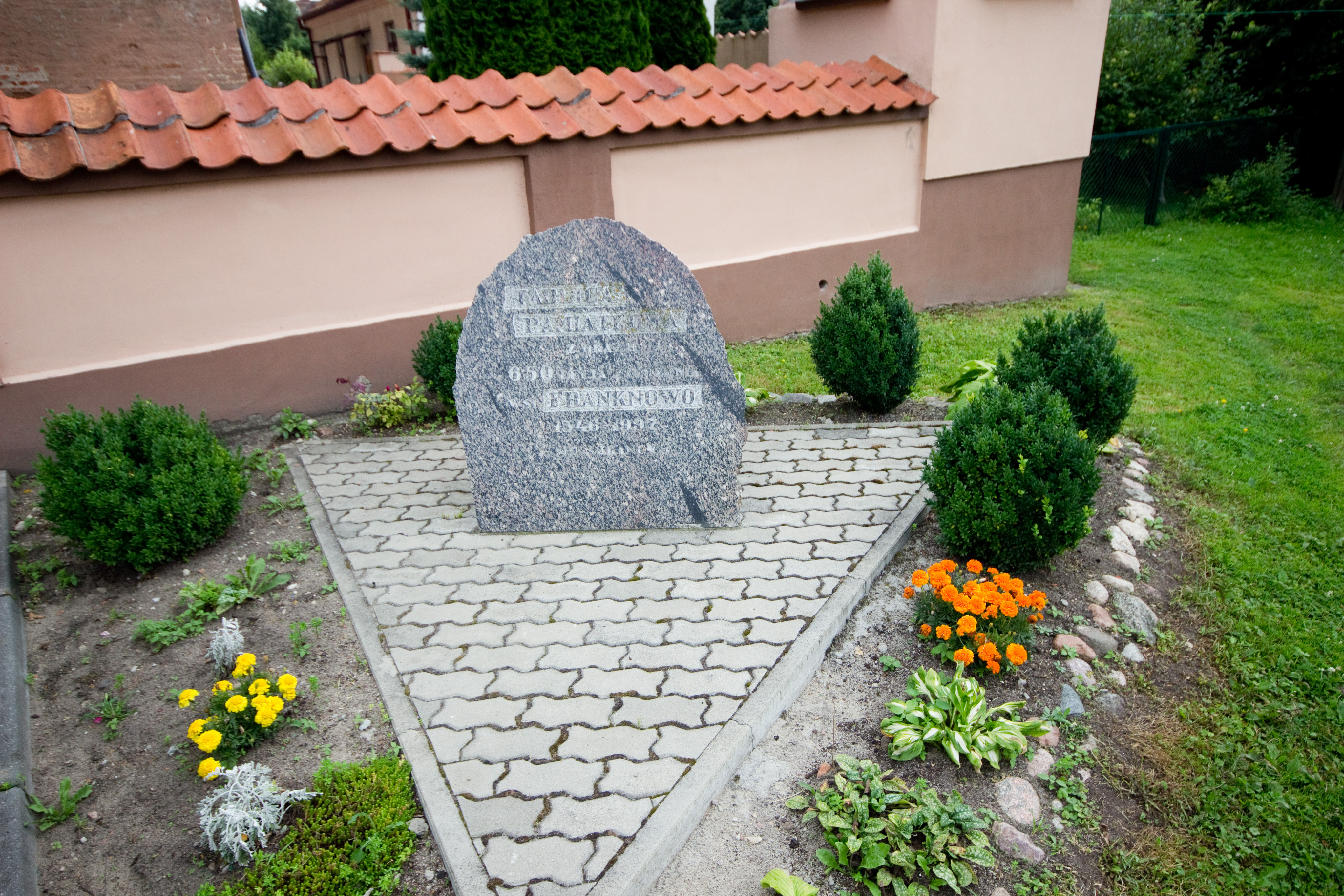
Gedenkstein zur 650-Jahr-Feier 1346–1996

## Geschichte

### Ortsgeschichte
1346 ist das Gründungsjahr des alten Kirchdorfs Frankenau: am 3. Dezember jenes Jahres gründete es der Vogt Bruno von Luther. Am 20. März 1566 fand der ermländische Bischof Stanislaus Hosius das Dorf verlassen und von Grund auf zerstört. Er ließ es von Mathias Caplar neu anlegen. Am 1. April 1585 wurde der Ort durch einen Krug privilegiert.
Als königliches Dorf mit Kirche und zwei Krügen bei 70 Feuerstellen wurde Frankenau im Jahre 1785 erwähnt, im Jahre 1820 mit 87 Feuerstellen bei 455 Einwohnern.
Am 9. Juli 1874 wurde Frankenau Amtsdorf und damit namensgebend für einen Amtsbezirk im Kreis Rößel, Regierungsbezirk Königsberg, ab 1905 Regierungsbezirk Allenstein, in der preußischen Provinz Ostpreußen, der bis 1945 bestand.
848 Einwohner waren 1885 in Frankenau registriert, 1910 waren es bereits 895. Nach der Eingemeindung des Gutsbezirks Fehlau (polnisch Wielewo) am 30. September 1928 stieg ihre Zahl auf 927 im Jahre 1933 und 895 im Jahre 1939.
Im Zusammenhang der Abtretung des gesamten südlichen Ostpreußen an Polen in Kriegsfolge im Jahre 1945 erhielt Frankenau die polnische Namensform „Franknowo“. Heute ist das Dorf eine Ortschaft innerhalb der Stadt-und-Land-Gemeinde Jeziorany (Seeburg) im Powiat Olsztyński (Kreis Allenstein), von 1975 bis 1998 der Woiwodschaft Olsztyn, seither der Woiwodschaft Ermland-Masuren zugehörig. Im Jahre 2021 zählte Franknowo 538 Einwohner.

### Amtsbezirk Frankenau (1874–1945)
Zum Amtsbezirk Frankenau gehörten bei seiner Errichtung fünf Dörfer, am Ende waren es noch vier:
| Deutscher Name                     | Polnischer Name  | Anmerkungen                      |
| ---------------------------------- | ---------------- | -------------------------------- |
| Adlig Wolka 1938–1945 Adlig Wolken | Wólka Szlachecka |                                  |
| Fehlau                             | Wielewo          | 1928 nach Frankenau eingemeindet |
| Frankenau                          | Franknowo        |                                  |
| Krämersdorf                        | Kramarzewo       |                                  |
| Polkeim                            | Polkajmy         |                                  |

## Kirche

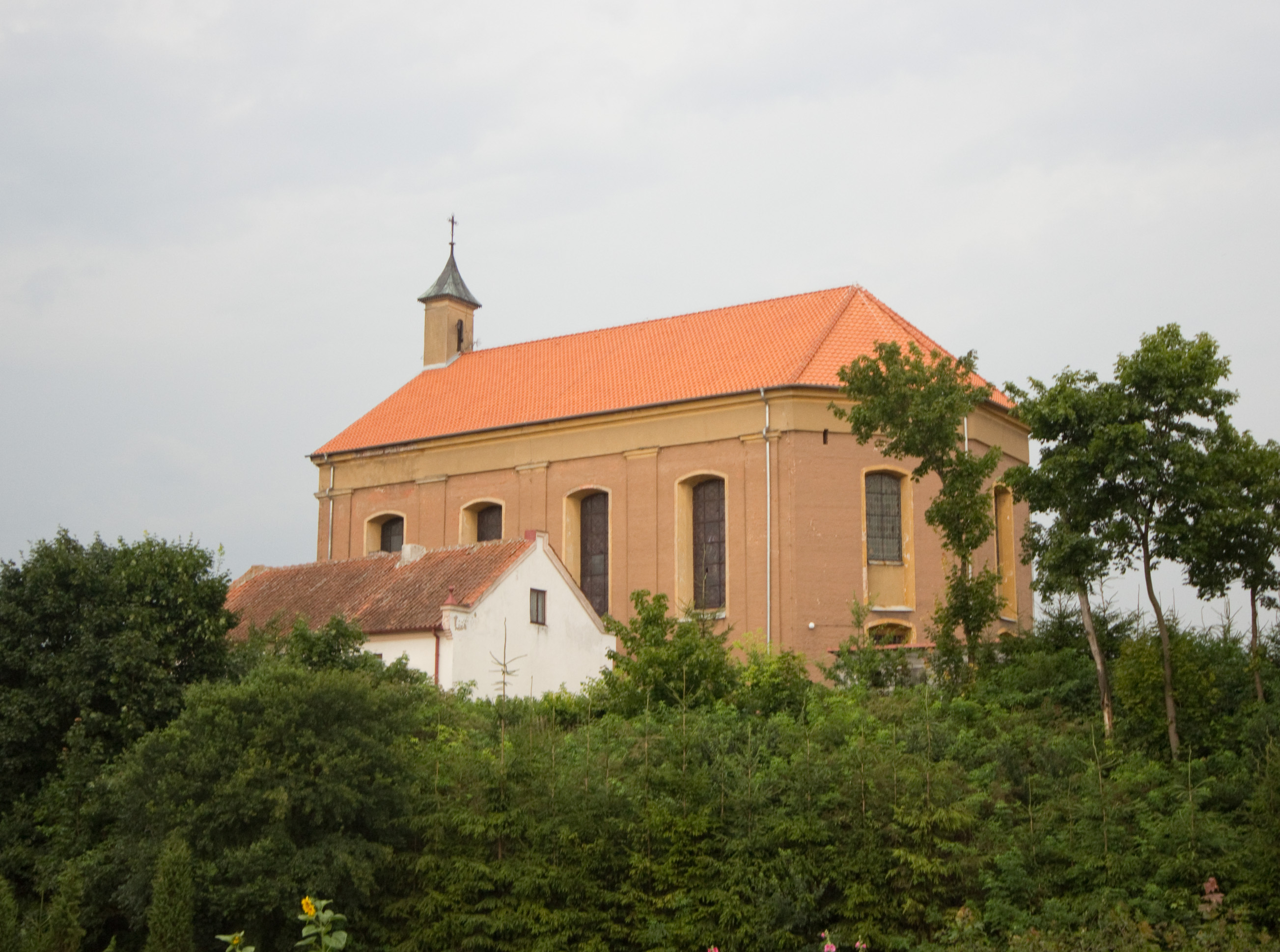
Die Dorfkirche in Franknowo

Bereits im 14. Jahrhundert gab es in Frankenau eine Kirche. Die Reformation konnte hier nicht Fuß fassen. So gehörte die Gemeinde zur römisch-katholischen Konfession.

### Römisch-katholisch
Die erste Gotteshaus in Frankenau fand Bischof Stanislaus Hosius 1566 zerstört vor. Er ordnete einen Neubau an, der 1581 durch Bischof Martin Cromer geweiht wurde. Doch auch diese Kirche wurde 1746 bis 1751 durch einen Neubau ersetzt. Auftraggeber war dieses Mal Bischof Adam Stanislaus Grabowski, der ihn am 29. August 1751 weihte. Sein Herz soll in einer Urne vor dem Hauptaltar aufbewahrt worden sein, die allerdings in den Kriegswirren verloren ging.
Die Dorfkirche ist Pfarrkirche, die zum Bistum Ermland gehörte, das 1992 zum Erzbistum Ermland erhoben wurde. Die Pfarrei ist dem Dekanat Lidzbark Warmiński (Heilsberg) zugeordnet.

### Evangelisch
Frankenau hatte kein eigenes evangelisches Gotteshaus. Das Dorf war bis 1945 in die evangelische Kirche Seeburg (Ostpreußen) (polnisch Jeziorany) in der Kirchenprovinz Ostpreußen der Kirche der Altpreußischen Union eingepfarrt. Heute gehört Franknowo zur Gemeinde der Christus-Erlöser-Kirche Olsztyn (Allenstein) in der Diözese Masuren der Evangelisch-Augsburgischen Kirche in Polen.

## Verkehr

### Straße
Franknowo erweist sich als ein kleiner Straßenknotenpunkt: hier kreuzen sich zwei Nebenstraßen, die Jeziorany (Seeburg) an der Woiwodschaftsstraße 593 und Bisztynek (Bischofstein) an der Landesstraße 57 (frühere deutsche Reichsstraße 128) einerseits sowie Piszewo (Pissau, 1910 bis 1945 Waldensee) und Polkajmy (Pollkeim, 1927 bis 1945 Polkeim) andrerseits verbinden. Außerdem enden zwei Nebenstraßen – von Studnica (Schönborn) bzw. von Wólka Szlachecka (Adlig Wolka, 1938 bis 19435 Adlig Wolken) kommend – in Franknowo.

### Schiene
Franknowo besitzt keinen Eisenbahnanschluss mehr. Von 1899 bis 1996 (Personenverkehr) bzw. bis nach 2000 (Güterverkehr) war das Dorf Bahnstation an der Bahnstrecke (Königsberg (Pr.)–) Zinten–Rothfließ (–Niedersee–Johannisburg), die 1944 zerstört war, ab 1950 als PKP-Linie 224 Czerwonka–Kornewo wieder befahren wurde.
Von 1899 bis 1906 hieß die Bahnstation „Frankenau“, von 1906 bis 1930 „Frankenau i. Ostpreußen“, von 1930 bis 1945 „Frankenau (Ostpreußen)“ und ab 1945 „Franknowo“. Im Dezember 2012 wurde die gesamte Bahnstrecke endgültig aufgegeben und geschlossen. Die Anlagen sind größtenteils bereits demontiert.